# Pražské nakladatelství V. Poláčka

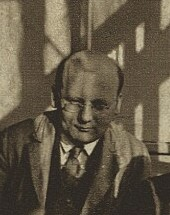
Václav Poláček (1898-1969), zakladatel nakladatelství (foto 1932)

Pražské nakladatelství V. Poláčka bylo nakladatelství, které založil Václav Poláček v roce 1942 a které se orientovalo na vydávání publikací o dějinách umění a o uměleckých památkách. jednalo se o první nakladatelství, které se specializovalo na vydávání pragensií. Nakladatelství bylo zrušeno na základě komunistického nakladatelského zákona z roku 1949. Nejprve bylo přičleněno k Náborovému podniku hl. m. Prahy jako komunální nakladatelství. Jeho činnost však nepokračovala, po vydání dvou titulů byla utlumena, rozpracované projekty (například Osmero knih o Praze) přerušeny a nakladatelství zlikvidováno.

## Historie
Václav Poláček byl začátkem května 1942 propuštěn z arizovaných podniků Jaroslava Stránského. Důvodem byla organizace výstavy Opuštěná paleta v Topičově salonu, kde byl připomenut i Herbert Masaryk, a za nevhodnou výzdobu výkladních skříní při příležitosti narozenin Adolfa Hitlera.
Poláček se rozhodl založit vlastní nakladatelství na základě koncese z roku 1940. Nejvrve knihy vydával pod svým vlastním jménem. Se souhlasem Milady Topičové navázal na Topičovské edice Umělecké památky a Doby, postavy a díla, kde některá díla vydal v reedici. Pro první řadu Uměleckých památek převzal i původní číslování, takže na 17. svazek původní Topičovy edice navázal 18. svazkem vlastního pokračování.
Založil další edici Škola umění a řemesel. Součástí edice Umělecké památky byl i cyklus Zmizelá Praha.
Začátkem roku 1946 přejmenoval nakladatelstvi na nový název Pražské nakladatelství V. Poláčka.
V březnu 1949 vešel v platnost nový nakladatelský zákon, který prakticky zlikvidoval soukromé podnikání v tomto oboru. Václav Poláček předal své nakladatelství městu Praze. Domníval se, že pod touto institucí bude moci pokračovat ve svém vydavatelském programu. Po několika vydaných knihách bylo ale nakladatelství zlikvidováno. Poláček se pokusil některé tituly uplatnit u jiných nakladatelství, ale většinou neúspěšně.
O distribuci produkce nakladatelství se staral Václav Poláček sám. Od roku 1944 vydával informační leták Zprávy Ofininy Babensis, ve kterém informoval o vydaných i plánovaných titulech.

### Sídlo nakladatelství
Jako sídlo nakladatelství jsou uváděny adresy:
- Praha II – čp. 971, Růžová ulice 5/IV
- Praha XIX, Dejvice, Na Babě 12

## Edice

### Umělecké památky

#### Umělecké památky – První řada
Tato edice navazovala na stejnojmennou edici vydávanou Topičovým nakladatelstvím, kde vyšlo v letech 1916–1924 celkem 17 svazků. Poláček převzal nejen formát svazků (8°, několik stran úvodního textu a 32 stran obrazové přílohy), ale i jejich číslování. Rozsah publikace byl ale pro autory limitující.
| číslo | autoři             | název                             | počet stran | rok vydání | poznámka               |
| ----- | ------------------ | --------------------------------- | ----------- | ---------- | ---------------------- |
| 18    | Václav Vilém Štech | Pražská domovní znamení, svazek 1 | 7+32        | 1943       | původně F. Topič, 1916 |
| 19    | Václav Vilém Štech | Pražská domovní znamení, svazek 2 | 10+32       | 1943       |                        |
| 21    | Dobroslav Líbal    | Klášter Zlatá Koruna              | 32          | 1948       |                        |

#### Umělecké památky – Druhá řada
Druhá řada edice měla větší formát i rozsah a umožnila tak vydávat obsáhlejší publikace. Hned první svazek této řady měl veliký úspěch a celkem vyšlo 16 titulů. V rámci této edice vyšlo i šest publikací s názvem Zmizelá Praha (1945–1948), z nichž bylo pět svazků vydáno znovu v letech 2002–2003 nakladatelstvím Paseka.
| číslo | autoři                                           | název | počet stran              | rok vydání | poznámka                        |
| ----- | ------------------------------------------------ | --- | ------------------------ | ---------- | ------------------------------- |
| 1–2   | Zdeněk Wirth                                     | Pražské zahrady                                                                                                | 64                       | 1943       |                                 |
| 3     | Oldřich J. Blažíček, Jan Čeřovský, Emanuel Poche | Klášter v Břevnově                                                                                             | 135                      | 1944       |                                 |
| 4     | Antonín Matějček Karel Tříska                    | Jindřichův Hradec                                                                                              | 53                       | 1944       |                                 |
| 5     | Emanuel Poche                                    | Pražské portály                                                                                                | 38                       | 1944       | druhé vydání 1947               |
| 6     | V. V. Štech, Václav Vojtíšek, Zdeněk Wirth       | Staré a Nové Město s Podskalím                                                                                 | 180                      | 1945       | reedice 2002 ISBN 80-7185-497-2 |
| 7     | Antonín Novotný                                  | Grafické pohledy Prahy 1493–1850                                                                               | 90 + 13 grafických listů | 1945       |                                 |
| 8     | Alois Kubíček                                    | Pražské paláce                                                                                                 | 231                      | 1946       | vyšlo též anglicky              |
| 9     | Dobroslava Menclová                              | Hrad Karlštejn                                                                                                 | 111                      | 1946       |                                 |
| 10    | Cyril Merhout, Zdeněk Wirth                      | Malá Strana a Hradčany                                                                                         | 154                      | 1946       | reedice 2002 ISBN 80-7185-499-9 |
| 11    | Hana Volavková                                   | Židovské město Pražské                                                                                         | 152                      | 1947       | reedice 2002 ISBN 80-7185-520-0 |
| 12    | Kamil Novotný, Emanuel Poche                     | Karlův most | 147                      | 1947       | vyšlo též anglicky              |
| 13    | Emanuel Poche, Zdeněk Wirth                      | Vyšehrad a okolí Prahy                                                                                         | 140                      | 1947       | reedice 2002 ISBN 80-7185-546-4 |
| 14    | Václav Wagner                                    | Klatovy | 145                      | 1948       |                                 |
| 15    | František Dvořák                                 | Český Krumlov : jeho život a umělecký růst = Češskij Krumlov = The Town Český Krumlov = La ville Český Krumlov | 192                      | 1948       |                                 |
| 16    | Zdeněk Wirth                                     | Opevnění, Vltava a ztráty na památkách 1939–1945                                                               | 168                      | 1948       | reedice 2003 ISBN 80-7185-547-2 |

#### Umělecké památky – Třetí řada
Třetí řada edice Umělecké památky měla být určena pro obsáhlé velkoformátové publikace a monografie. Prvním titulem byla kniha Brno, stavební a umělecký vývoj města. Následovat mělo reprezentativní osmisvazkové dílo kolektivu autorů Osmero knih o Praze, stavebním a uměleckém vývoji města. Z tohoto díla byly vydány pouze dva svazky. Po znárodnění nakladatelství byla práce na tomto díle zastavena.
| číslo | autoři                  | název | počet stran | rok vydání | Poznámka                                                           |
| ----- | ----------------------- | --- | ----------- | ---------- | ------------------------------------------------------------------ |
| 1     | Cecilie Hálová-Jahodová | Brno, stavební a umělecký vývoj města = Strojitel’noje i chudožestvennoje razvitije goroda = Building and artistic development of the town = Édification et développement artistique de la ville | 370         | 1947       |                                                                    |
| 2     | Václav Chalupecký       | Praha románská | 233         | 1948       | Osmero knih o Praze, stavebním a uměleckém vývoji města, druhý díl |
| 3     | Jan Filip               | Praha pravěká | 168         | 1949       | Osmero knih o Praze, stavebním a uměleckém vývoji města, první díl |

### Doby, postavy a díla
- Jaromír Pečírka: Michelangelo Buonarotti : Život a dílo, 1942, druhé a třetí vydání 1943
- Rudolf Ryšavý: Jak jsem se stal obchodníkem s obrazy, aneb, Knihy versus obrazy, 1947 (řada II, sv. 3)
- Václav Vilém Štech: Čtení o Antonínu Slavíčkovi, 1947 (řada II, sv. 4)
- Jan Loriš: Max Švabinský : náčrt k monografii, 1949 (řada II, sv. 5)
- Václav Vilém Štech: Skutečnost umění, 1946

### Škola umění a řemesel
- Jan Rambousek: Akvarel, 1946, 130 s. (sv. 1)
- Miloš Bohuslav Volf: Sklo : podstata, krása, užití, 1947, 372 s. + přílohy (sv. 2)

### Výtvarníci mládeži
- František Žákavec, František Halas: Knížka o Alšovi / Výbor obrazů a kreseb z jeho díla, 1947, 115 s. (sv. 1)

### Mimo řady
- Pavel Sula: Na větrném koni : čtení nahlas, jak rostl z batolátka šohaj a jak ten čas letí malým i velkým, 1943
- Jaromír John: Narodil se : román zrození a růstu, který se čte nahlas, 1944
- Grafik Eduard Karel vzpomíná (zapsal Karel Kinský), vyšlo k Novému roku 1947
- Bohumil Hypšman: Sto let staroměstského rynku a radnice, 1946-1947, 2 svazky. (78 s., [1] l. obr. příl.; 52 s.)
- Emanuel Poche: Prahou krok za krokem, 1948, po likvidaci nakladatelství vyšlo v nakladatelství Odeon.
- Václav Mencl, Emanuel Poche: Vzpomínka na Prahu = Na pamjat’ o Prage = Memories of Prague = Souvenir de Prague = Andenken an Prag, fotografie Josef Ehm, 202 s., 1949, druhé vydání: Orbis, 1954

### Pohlednice a kalendáře
- Z pražských kreseb Vincence Morstadta, soubor 18 pohlednic, 1943,
- Tvář našich měst : v rytinách a leptech Cyrila Boudy, soubor 16 pohlednic, úvod Pavel Nauman, 1945?,
- Pražský kalendář, 55 fotografií Josefa Sudka s tématem válkou zničených a poškozených architektonických památek v Praze, úvod Zdeněk Wirth, 1946.

## Spolupracovníci

### Autoři referencí v tisku
Oldřich Blažíček, František Dvořák, Jarmila Kubíčková, Dobroslav Líbal, Miroslav Míčko, Otakar Mrkvička, Jiřina Popelová, William Rittrer, Oldřich Stefan, Otakar Votoček, Zdeněk Maria Zenger,

### Ilustrátoři
Josef Ehm, Josef Sudek, Cyril Bouda,

### Typografové a grafici
Petr Dillinger, Method Kaláb, František Muzika, Jan Rambousek, Petr Tučný,

### Tiskárny
- Tiskárna V. Neubert a synové
- Štencův grafický závod
- Průmyslová tiskárna, Method Kaláb
- Knihtiskárna Dr. Eduard Grégr a syn
- Tiskárna Unie
- Tiskárna Knapp, Karlín
- Tiskárna Cíl Praha
- Tiskárna Cíl Liberec[4]

## Galerie

Dobová inzerce nakladatelství
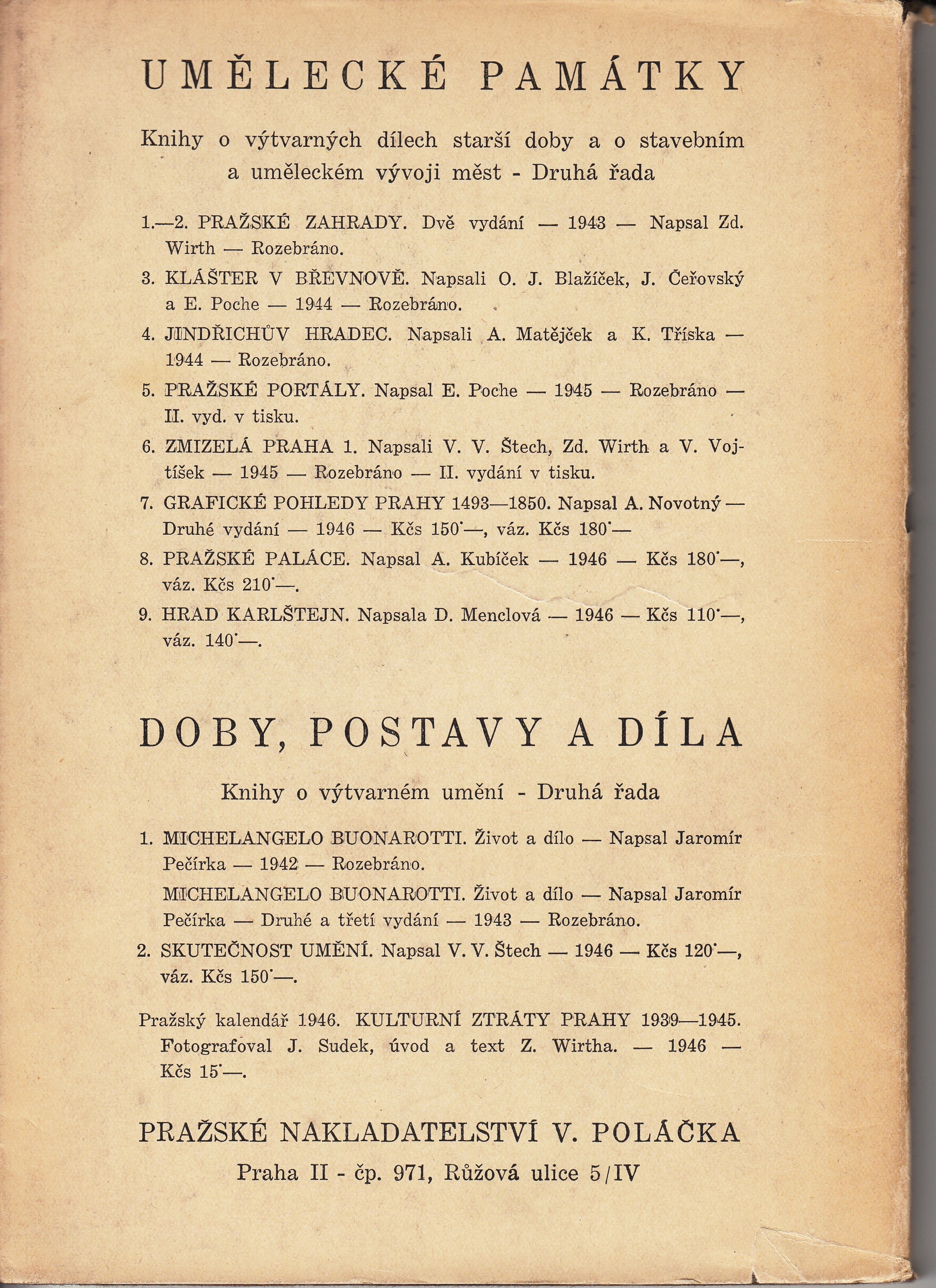
Dobová inzerce nakladatelství z roku 1946
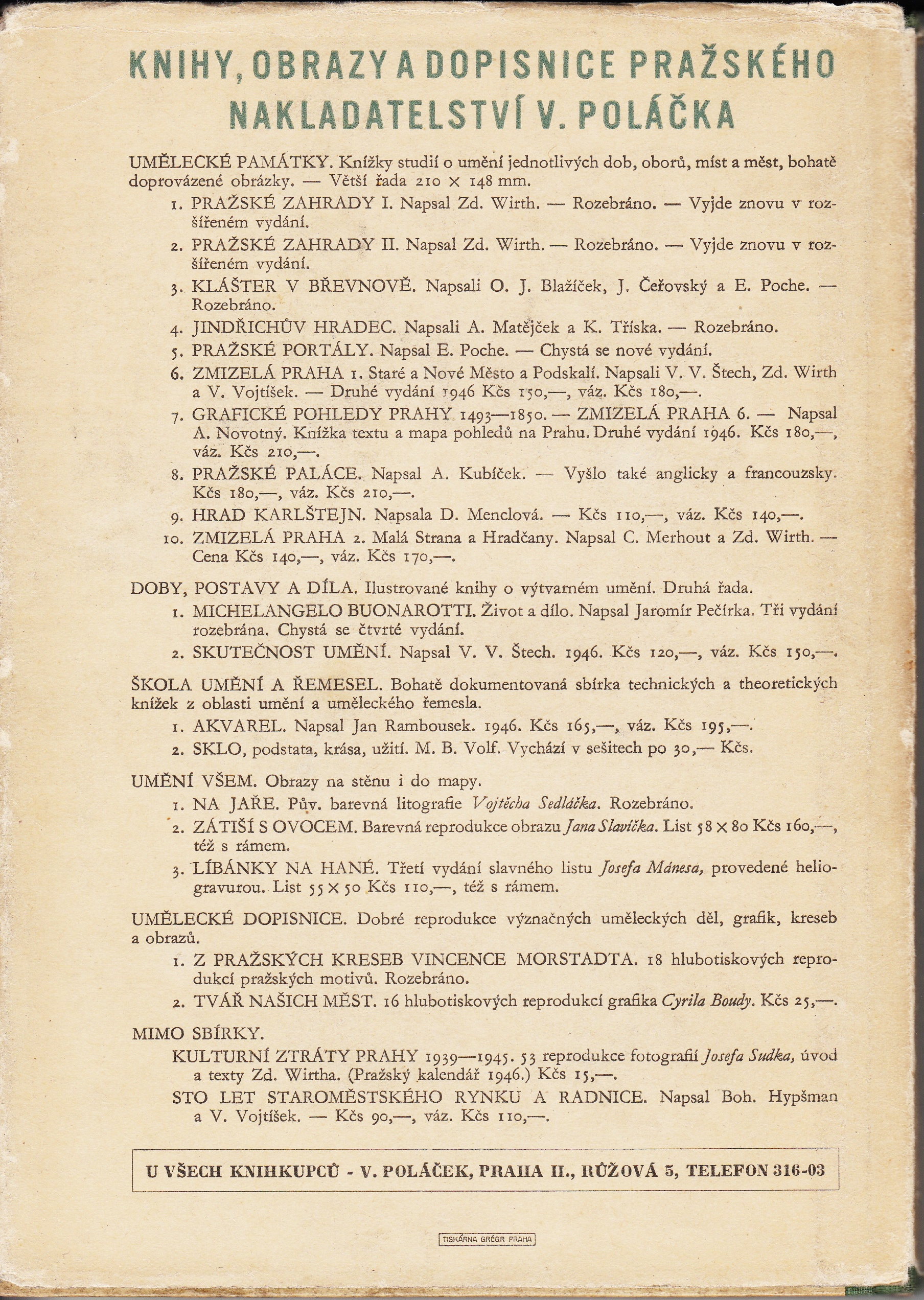
Dobová inzerce nakladatelství z roku 1947
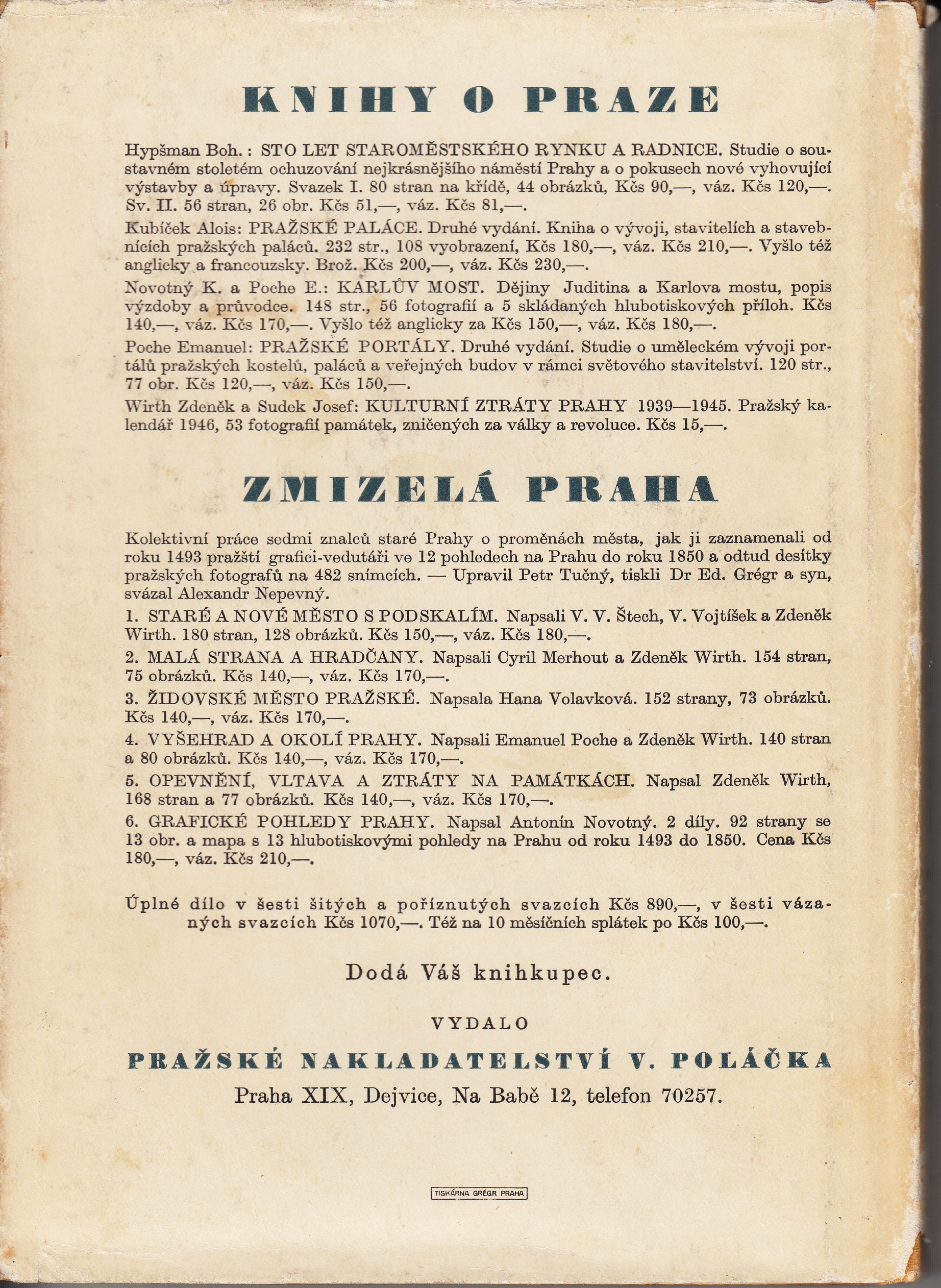
Dobová inzerce nakladatelství z roku 1948